# Артабан I
Артабан I е владетел на Партия от династията на Арсакидите. Управлява около 127 – 124/123 г. пр.н.е.
Син на Приапатий и брат на Митридат I, Артабан I наследява своят племенник Фраат II, но също като него загива в битка със скитите (сака) или тохарите (юеджи), номадски народи, нахлуващи от североизток. Наследява го синът му Митридат II.
В по-ранната историческа наука е обозначаван като Артабан II, докато Аршак II фигурира като Артабан I.